# 西班尼亚
西班尼亚（拉丁語：Provincia Spaniae，西班牙行省）是552年至624年间存在的一个拜占庭帝国行省，位于伊比利亚半岛南部以及巴利阿里群島。它由拜占庭皇帝查士丁尼一世在收复罗马帝国西部地区行省时建立。

## 背景
409年，汪达尔人、苏维汇人以及阿兰人穿过比利牛斯山脉，进入伊比利亚半岛。在此之前两年，他们突破了莱茵河的罗马边防。不过，罗马仍有效地统治着大部分区域，一直到461年皇帝马约里安去世之后。罗马帝国属臣西哥特人于416年受帝国邀请，定居在了阿基坦，并逐渐填补了汪达尔人迁往北非之后留下的真空。468年他们进攻并击败了占据罗马伽莱基亚地区并有着扩张威胁的苏维汇人。西哥特人于473年终结了罗马统治，到476年已经建立起了对半岛中东部大部分地区的霸主地位。亚拉里克二世在位时期的492年起，大量西哥特人迁入伊比利亚半岛，507年武耶战役负于法兰克人而丢失大部分高卢领土之后，这里成为了他们的权力中心。

## 收复与建立
534年，罗马将军贝利撒留在征服北非的汪达尔王国后重建了毛里塔尼亚行省。尽管汪达尔国盖利摩努力想和哥特国王狄乌蒂斯联盟，却未能成功，后者还趁着汪达尔统治崩塌之际，于533年跨过直布罗陀海峡，占据了休达（塞普泰姆），使其未落入拜占庭之手。但在第二年，贝利萨留派出了一支远征队，占领了这个据点。休达成为了毛里塔尼亚的一部分（尽管在540年曾被西哥特人短暂收复）。在552年查士丁尼的军队袭击半岛之前的几年里，它是对西班牙进行侦察的重要基地。
公元550年阿吉拉一世在位时期，西班牙为一系列起义所扰，其中两场尤为猛烈。科尔多瓦的市民起事反抗哥特人以及阿里烏教派的统治，阿吉拉被完全击败，他的儿子被杀死，皇家的财宝也蒙受损失。阿吉拉自己撤退到了梅里达.。其他主要起义的日期则无法确定。可能在他统治刚开始的时候（549年），或者晚至551年，一位名叫阿塔纳吉尔德的贵族占据了贝提卡的首府塞维利亚，并被推举为国王进行统治，对抗阿吉拉。事实上谁向拜占庭寻求协助以及具体的日期都有所争议，第一手来源互相冲突。甚至拜占庭军队将领的名字也有所争议。尽管约达尼斯在记载中声称了贵族利贝里乌斯为指挥官：
|  | 他（狄乌蒂斯）由阿吉拉接任，后者直至今天仍拥有着王国。阿塔纳吉尔德背叛了他，现在甚至挑衅罗马帝国的力量。故“贵族”利贝里乌斯正随着军队在前往对抗他的路上。 |

詹姆斯·J·奥唐纳（James J. O'Donnell）在他的利贝里乌斯传记中对此说法表示了怀疑，因为当时利贝里乌斯已经是一位八十多岁的耄耋老人。且普罗柯比记载称其在拜占庭进攻西班牙的时候返回了君士坦丁堡，无法领导此次进攻。奥唐纳称“约达尼斯或许听说利贝里乌斯的名字被提及是远征西班牙的指挥官，但是最终，他离任西西里的军队指挥官的事实使得他的西班牙之旅不可信。”
但是根据塞维利亚的依西多禄在其《哥特史》中的记载，是阿塔纳吉尔德在551年夏或552年冬向查士丁尼乞求帮助的。远征军队可能于552年派出，六月或七月登陆。罗马军队可能在瓜達萊特河河口或者马拉加登陆，加入阿塔纳吉尔德中，一起对抗于八月或九月从梅里达向南进军塞维利亚的阿吉拉。战争持续了两年。利贝里乌斯于553年5月返回了君士坦丁堡。似乎有一支在哥特战争中招抚的拜占庭军队从意大利出发，于553年3月初登陆卡塔赫纳，向内陆进军至巴萨（巴斯提），以在塞维利亚附近加入到他们的同胞当中。当地人（包括塞维利亚的利安德的家庭）在西哥特人时期过得很好，但是城中的拜占庭政府压制他们的自由，在占领期间，压迫一直持续了几十年。利安德和其家人被迫逃亡在外，他的作品中也保留着强烈的反拜占庭情怀。
555年3月底，阿吉拉的支持者们对拜占庭的成功感到畏惧，故倒戈刺杀阿吉拉，使得阿塔纳吉尔德成为了哥特人的国王。很快，新国王就试着侵袭拜占庭控制的西班牙，但以失败告终。拜占庭占据了贝提卡的许多沿岸城市，这一地区成为一个拜占庭行省，直到七十年后西哥特人夺回此地。

查士丁尼一世时期，拜占庭帝国的极盛疆域，红色为查士丁尼继承的帝国，橙色为他征服的部分，其中包括西班尼亚，帝国最西端的省份

## 地理与范围
拜占庭的西班尼亚行省从未向内陆延伸过很远，也极少获得东罗马当局的关注。可能因为其设计目的原本为阻挡哥特入侵非洲的防御堡垒，但当东部的波斯帝国成为更大的威胁之后，这里就不值得分心关注了。拜占庭西班尼亚最重要的城市是马拉加和卡塔赫纳，后者作为拜占庭军队可能的登陆地点，其名字从原本的“新迦太基”变为了“斯巴达里亚迦太基”。两个城市中哪个是首府尚且无从知晓。这些城市为拜占庭的权力中心，虽然一些被阿吉拉夺回，但是剩余的城市仍是对抗西哥特人重新收复图谋的堡垒。西哥特人虽然可以轻易地蹂躏乡下，却无力围攻城市，设防城镇成为了罗马安全的行政中心。

西班尼亚行省的最大疆域，包括城市以及失去的领土

在此期间，很少有城市能够完全确信地被拜占庭政府统治过。梅迪纳-西多尼亚（阿西多纳）一直被拜占庭掌控至572年，此后被利奥维吉尔德收回。希斯贡萨（Gisgonza）也一直由拜占庭掌控到了维特里克在位时期（603年至610年），这表明贝提卡行省的南部，从马拉加到瓜達萊特河河口都完全属于拜占庭。在卡塔赫纳所在的迦太基行省，巴萨城亦属于拜占庭，该城可能在570年利奥维吉尔德入侵时进行了抵抗，但到了589年，该城已经落入西哥特人手中。
在是否属于拜占庭有所存疑的城市中，科尔多瓦是其中最大的。一些历史学家怀疑它是西班尼亚行省的第一个首府，而埃西哈（阿斯提吉）、卡夫拉（埃加拉）、瓜迪斯（阿奇）和格拉纳达（伊利贝里斯）等城市是以此地为基础。但是在这些城市中都没有罗马统治过的确切证据。科尔多瓦处于叛乱状态，直到被利奥维吉尔德镇压，其中塞维利亚曾在566年至567年短暂加入。在此时期它可或许有一个本地的政府，且可能承认了拜占庭的宗主地位。
除了南部的贝提卡和迦太基行省之外，拜占庭还掌控着直布罗陀海峡对面的休达，以及巴利阿里群島，这些地方随着汪达尔王国的其他部分一同落入他们的手中。休达尽管作为西哥特的一部分与伊比利亚半岛联系了在一起，但是被划入到了第二毛里塔尼亚行省。巴利阿里与贝提卡和迦太基组成了新的西班尼亚行省。到公元600年西班尼亚已经缩减到比马拉加、卡塔赫纳以及巴利阿里，向北不超过内华达山脉。塞浦路斯的乔治仅仅记录了一个该行省的城市：美索不达米亚（Mesopotamians），但是含义并不清楚。何塞·索托·奇卡（José Soto Chica）和安娜·玛丽亚·贝伦杰诺（Ana María Berenjeno）通过一个将希腊文“Mesopotamenoi”翻译为阿拉伯文“al-Djazirat”的翻译认定其为现在的阿尔赫西拉斯。

## 行政

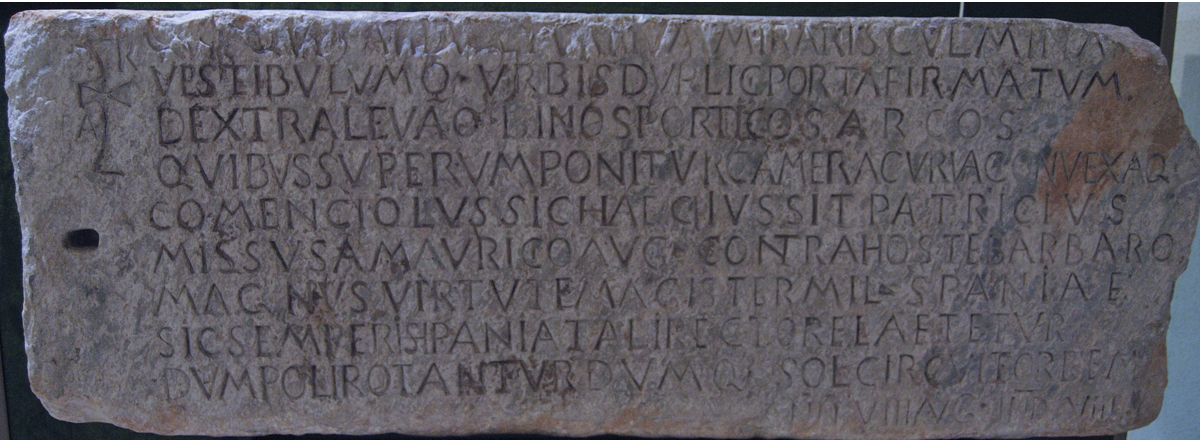
来自卡塔赫纳的铭文记录了一位名为科蒙基奥卢斯（Comenciolus）的贵族

### 世俗政府
西班尼亚的行政首长为西班尼亚陆军总长（magister militum Spaniae），负责行省内的军民事务，且只服从于皇帝。通常“magister”（意为“长官、首长”）是贵族的最高阶层，其成员来自于罗马贵族。但是这一官职于589年首次出现在记录之中，可能由查士丁尼首创。
历史上该行省有五名总长，不过这当然不能代表全部。依西多禄在提及苏因提拉时期的历任省长时顺带提到了其中的两位，但是省略了他们的名字。第一位已知的行省长官是科蒙基奥卢斯（可能为科蒙提奥卢斯)，他修复了卡塔赫纳的城门，来替代“蛮族人”的（如西哥特人），并在城中留下了题词（可追溯至589年9月1日），这则铭文一直保存到了今日。其由拉丁文写成，或许反映出该省继续使用拉丁语作为行政语言，不过这并不意味着卡塔赫纳就是西班尼亚的首府。约公元600年有一位名为科米提奥卢斯（Comitiolus）的省长，阶级是“荣耀者”（gloriosus）——仅次于皇帝的最高等级。614年，贵族及总长凯撒里乌斯（Caesarius）与希瑟布特签订了协议并呈交给皇帝希拉克略，后者此时更关注于美索不达米亚的事务。
西班牙与西哥特王国的边界未有关闭，允许出于个人和商业目的在边界两边旅行，且两个地区之间经历了长时间的和平。而流亡的利安德也注意到了穿越边境很是便捷，其兄弟不止一次毫无阻碍地越过边界。边界是根据阿塔纳吉尔德与查士丁尼一世的一项条约确定的，但是条约的日期有所争议。其可能是551/552年拜占庭提供支援条件的一部分，也可能是555年或以后的哥特与罗马战争的产物，不过肯定是在565年查士丁尼去世之前签署的。条约的合法性一直被承认，直至7世纪为止，这为旅行和贸易的便利性提供了解释。

### 教会
西班尼亚行省内部主要是拉丁基督教，许多省长亦是如此，不过也有许多为東方基督教。尽管如此，人们与统治者以及教会与国家的关系似乎并不比阿里乌教派的西哥特人统治时期好。西班尼亚的教会相比哥特教会，对于教皇的独立性更低。两个教会也是独互相独立的，一个教会的牧师从不出席另一个教会的会议。事实上，西班尼亚从未召开省级的会议。

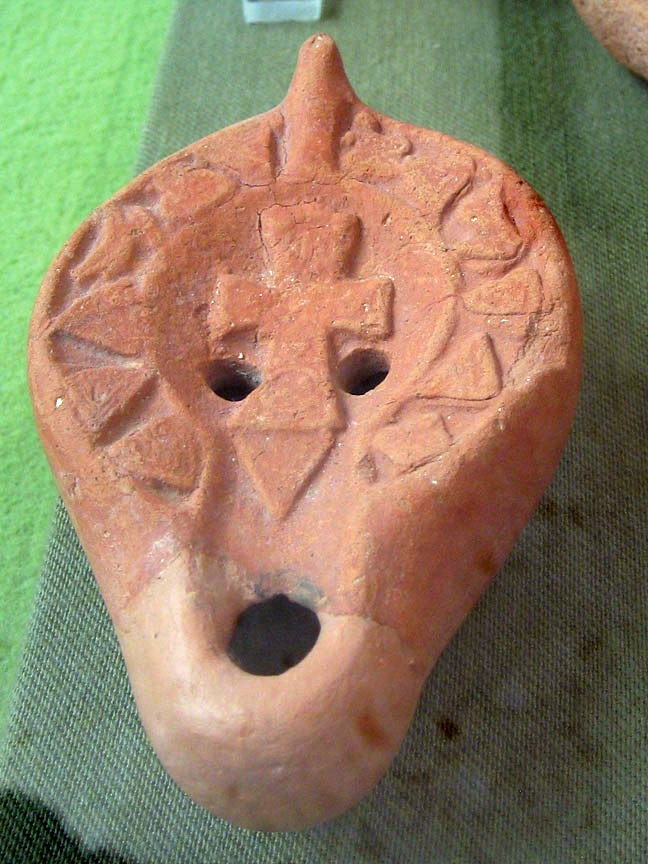
来自卡塔赫纳的拜占庭油灯

教皇格里高利一世对省内许多教区的干涉比前任教皇们在西哥特王国做的更为成功。他为两名被免职的主教辩护，保护他们的财产，指控科米提奥卢斯干预教会事务，并成功地夺回了财产。他暗中指责卡塔赫纳的李锡尼将无知的人任命为教士，对比李锡尼只是回复说，如果不这样做将使该省的教区空无一人（对西班尼亚牧师教育状况的悲观评价）。

## 文化
西班尼亚所流行的建筑与艺术风格并非严格意义上的拜占庭风格，而更类似北非的拜占庭风。只有在巴利阿里群岛，希腊与色雷斯风格才有了立足之地。尽管如今整个西班牙都留有拜占庭风格的标记，不过在哥特控制地区，它们与西班牙流行的非洲风格没有任何联系。在卡塔赫纳附近发现的独特的非洲双耳瓶陶器，进一步证明了西班尼亚和第二毛里塔尼亚行省之间的紧密联系。近年来，卡塔赫纳已被彻底挖掘，并发现了可能为占领该城市的拜占庭士兵建造的房屋。在卡塔赫纳考古博物馆中可以看到拜占庭时期的许多文物。然而，与当时的西班牙大多数城市一样，这座城市在拜占庭政府的统治下人口和面积都大大减少了。

## 消亡与沦陷

利奥维吉尔德征服之后，586年的西班尼亚（附征服时间）

在阿塔纳吉尔德与利奥维吉尔德在位时期，拜占庭人无法继续推进，西哥特人却成功地进行了一些反击。约570年，利奥维吉尔德劫掠了巴斯特塔尼亚（Bastetania，巴萨所在地区）并通过一个名叫弗拉米达尼乌斯（Framidaneus，可能是哥特人）的内应占据了梅迪纳-西多尼亚。他可能还夺取了巴萨，可以确定的是其袭击了马拉加周边地区，击败了一支从那里派出的军队。根据比克拉罗的约翰记载，利奥维吉尔德占领了瓜达尔基维尔河河谷的许多城市与要塞，并击败了一支庞大的农民军（rustici），这可能是被称作巴高达的强盗在哥特与罗马之间有争议的缓冲区建立的军队。577年在拜占庭控制下的俄罗斯佩达（Orospeda）地区，利奥维吉尔德击败了更多的农民起义军（rustici rebellantes），可能也是巴高达。在经过两个季节对罗马的作战之后，利奥维吉尔德转而将其军力集中到了其他地方。
在雷卡雷德一世统治期间，拜占庭再次发起攻势，甚至可能收复或占领了一些土地。雷卡雷德承认了拜占庭边界的合法性，并致信教皇格里高利请求让拜占庭皇帝莫里斯发一个条约的副本。格里高利简单地回复称条约已经在查士丁尼时期的一场火灾中被焚毁，并警告雷卡雷德称，他不会想让条约被找到，因为这可能会使拜占庭人获得比目前所拥有的更多的领土（599年8月）。但是此后的利奥维吉尔德从罗马政府手中夺回的土地远比后者收复的多，使得拜占庭的西班尼亚行省逐渐缩小。
在之后的国王中，维特里克频频对西班尼亚发动进攻，不过其将军更为成功，并占领了小镇希斯贡萨。610年，君德马尔将拜占庭卡塔赫纳的首席主教教座（primatial see）迎至了西哥特的托莱多，并于次年进攻西班尼亚，但以失败告终。相比之前的国王，希瑟布特成为拜占庭更大的祸患。614和615年，他进行了两次大规模征伐，并在619年之前征服了马拉加。他还占领了远至地中海沿岸的地区，并将许多城市夷为平地，甚至引起了法兰克编年史家弗雷德加尔的注意：
|  | . . . et plures civitates ab imperio Romano Sisebodus litore maris abstulit et usque fundamentum destruxit. （国王希瑟波杜斯从罗马帝国手中夺取了许多沿海城市，将它们摧毁并化为瓦砾。） |

希瑟布特可能还袭击了卡塔赫纳，使其完全荒废，再未出现于西哥特西班牙记载中。因为哥特人无法进行像样的围城，他们被迫将所有占领防御工事的防御能力削减，以防止以后的军队借此抵御他们。尽管卡塔赫纳被毁而马拉加得以幸免，但是据推断，此时拜占庭的存在仍然足以构成威胁。马拉加沦陷后不久，拜占庭就沦落到了不再能威胁到西哥特对整个半岛的霸权。
621年，拜占庭仍然保有几个城镇，但是苏因提拉很快收复了它们；到624年整个西班尼亚行省除了巴利阿里群岛之外都落入西哥特人手中，而巴利阿里的经济也在7世纪成为一潭死水。就如当时的萨丁尼亚以及科西嘉一样，巴利阿里只是名义上隶属于拜占庭。它们最终随着撒拉森人的入侵，在8至10世纪间被分离了出去。
埃吉卡和维提萨联合统治的时期，一支拜占庭舰队侵袭了西班牙南部的海岸，但被当地人驱走。这一事件的具体时间也有争议：可能发生于697年，利昂提奥斯远征援助被阿拉伯人袭击的迦太基城；也可能是更晚一些，约702年；亦可能在维提萨统治后期。不过公认的是，相对其他军事活动（针对阿拉伯人或柏柏尔人）这是一件孤立的事件，并无重建失去的西班尼亚行省的企图。正如教授汤普森（Thompson）所称：“我们对这件奇怪事件的任何背景一无所知。”

### 脚注
1. ↑  有多个时间，有的认为拜占庭军队登陆时间早至551年（如柯林斯），还有的则认为迟至554年（如华莱士-哈德里尔）。该行省被最后征服的时间可能为625年（柯林斯）或629年（华莱士-哈德里尔）。
2. ↑  Michael Kulikowski, Late Roman Spain and its Cities (Baltimore:  Johns Hopkins University Press, 2004).
3. ↑  Thompson, p. 16. 拜占庭人于星期日，趁着哥特人放下武器纪念安息日的时候发动攻击。
4. ↑  Isidore of Seville, History of the Goths, translation by Guido Donini and Gordon B. Ford, Isidore of Seville's History of the Goths, Vandals, and Suevi, 2nd revised ed. (Leiden: E.J. Brill, 1970), chapter 47, pp. 21f.
5. ↑  Collins, pp. 47–49.
6. ↑  Jordanes, Getica, translated by Charles Christopher Mierow, The Gothic History of Jordanes, 1915 (Cambridge: Speculum Historiale, 1966), LVIII, 303, p. 138.
7. ↑  O'Donnell, "Liberius the Patrician" （页面存档备份，存于）, Traditio 37 (1981), p. 67.
8. ↑  Thompson, p. 325, based on Isidore.
9. ↑  Collins, p. 49.
10. ↑  长期被误认为是锡古恩萨、萨贡托或希贡萨城堡（英语：Castillo de Gigonza）。
11. ↑  Collins, p. 49，考虑到科尔多瓦在不受拜占庭统治的情况下如此长时间的叛乱是不可能的。Thompson, p. 322，他认为，在上述任何一个城市中，都缺少拜占庭政府存在的一手证据，从而得出结论，拜占庭人从未直接掌控科尔多瓦。
12. ↑  José Soto Chica y Ana María Berenjeno (2014). «La última posesión bizantina en la península ibérica: Mesopotamenoi-Mesopotaminoi. Nuevas aportaciones para su identificación.». II Jornadas de Estudios Bizantinos: De Roma a Bizancio: el territorio en el sureste peninsular.
13. ↑  Thompson, p. 331. 为城门增添了塔楼、门廊和一个拱形堡
14. ↑  Thompson, p. 330.
15. ↑  Collins, pp. 219–20.
16. ↑  Collins, pp. 52–55.
17. ↑  Fredegar, IV, vii.
18. ↑  Thompson, p. 249.

#### 第一手来源
- Fredegar（英语：Fredegar）; John Michael Wallace-Hadrill（英语：John Michael Wallace-Hadrill）, trans. . Connecticut: Greenwood Press. 1960  [2020-11-12]. （原始内容存档于2006-02-03）.
- Jordanes; Charles C. Mierow（英语：Charles C. Mierow）, trans. .   [2020-11-12]. （原始内容存档于2009-11-20）.

#### 第二手来源
- Bachrach, B. S. . The American Historical Review. 1973, 78 (1): 11–34. doi:10.2307/1853939.
- Collins, R. . Oxford: Blackwell. 2004.
- Grierson, Philip. . Numario Hispánico. 1955, 4 (8): 305–14.
- Helal Ouriachen, El Housin. . Granada: Universidad de Granada. 2009.
- Thompson, E. A. . Oxford: Clarendon. 1969. Cf. the appendix "The Byzantine Province", pp. 320–34.
- Vallejo Girvés, Margarita. . Madrid: Akal. 2012.
- Wallace-Hadrill, J. M.  3rd. London: Hutchison. 1967.
- Wood, Jamie. . Early Medieval Europe. 2010, 18 (3): 292–319. doi:10.1111/j.1471-8847.2010.00300.x.

36°43′00″N 4°25′00″W / 36.7167°N 4.4167°W